# Peter Branscombe
Peter John Branscombe (* 7. Dezember 1929 in Sittingbourne, Kent; † 31. Dezember 2008 in St Andrews) war ein englischer Germanist und besonderer Kenner der österreichischen Kulturgeschichte.

## Leben
Branscombe besuchte zunächst das Dulwich College, in dem er auch als besonders talentierter Cricket-Spieler hervortrat. Nachdem er seinen Militärdienst in Wien verbracht hatte, studierte er Literaturwissenschaft am Worcester College Oxford und lernte bald auch namhafte österreichischen Exilanten kennen, darunter den Komponisten Egon Wellesz und den Kulturhistoriker und Schubert-Forscher Otto Erich Deutsch.
1959 erhielt Branscombe einen Ruf als Germanist an die Universität St. Andrews, Schottland, der er zeitlebens die Treue hielt. Seit 1979 widmete er sich vorzugsweise Austrian Studies; an seiner Universität wurde dafür eigens ein diesem Spezialgebiet gewidmetes Institut eingerichtet, das einzige in Großbritannien.
Sein besonderes Interesse galt nicht nur dem Volkstheater des Biedermeier (Raimund und Nestroy) sowie dem Wiener Vorstadttheater überhaupt, er verfasste auch viele Spezialstudien zu Joseph Haydn, Mozart und Franz Schubert. Doch setzte er sich – nicht zuletzt als langjähriger Rezensent von Konzerten und Tonträgern sowie engagierter Mitarbeiter von kulturwissenschaftlichen Lexika (beispielsweise im Grove Dictionary of Music and Musicians und dem Wagner-Handbuch) – mit großem Engagement auch für unbekannte Komponisten ein, forschte über zahlreiche Persönlichkeiten des 19. Jahrhunderts, darunter viele zu Unrecht vergessene wie Ethel Smyth. Einen Namen erwarb er sich auch als stilistisch feinfühliger Übersetzer von Lyrik (Heinrich Heine) und wissenschaftlichen Texten.
Branscombe gab zwischen 1996 und 2001 sechs Possen bzw. Opernparodien im Rahmen der neuen Historisch-kritischen Gesamtausgabe von Johann Nestroys Sämtlichen Werken heraus: Umsonst!, Tannhäuser, Lohengrin/Zeitvertreib, Frühere Verhältnisse/Häuptling Abendwind (Bde. 35–38).
Seit 1967 war er mit der Germanistin Marina Branscombe verheiratet und hatte mit ihr drei Kinder.

## Werke (Auswahl)
- Branscombes Dissertation ist eine bislang unveröffentlichte zweibändige Studie über die Wechselbeziehungen zwischen Wiener Volkstheater und Oper: The connexions between drama and music in the Viennese popular theatre from the opening of the Leopoldstädter Theater (1781) to Nestroy's opera parodies (ca 1855), with special reference to the forms of parody. Diss. (maschinenschr.) 1976 (Wienbibliothek im Rathaus)
- Heinrich Heine: Selected Verse by Heine. Übersetzt von Peter Branscombe. Penguin Books. 1967/1968.
- Austrian Life and Literature, 1780–1938. Acht Essays. Scottish Academic Press 1978.
- Mit Eva Badura-Skoda: Schubert Studies. Problems of Style and Chronology. Cambridge 1978, ISBN 0-521-22606-6.
- W. A. Mozart: Die Zauberflöte. Cambridge Opera Handbooks. Cambridge 1991, ISBN 0-521-31916-1.
- Zahlreiche Beiträge und Rezensionen in: Forum for Modern Language Studies und Austrian Studies sowie Nestroyana.